# Departamento de Policía de Nueva York

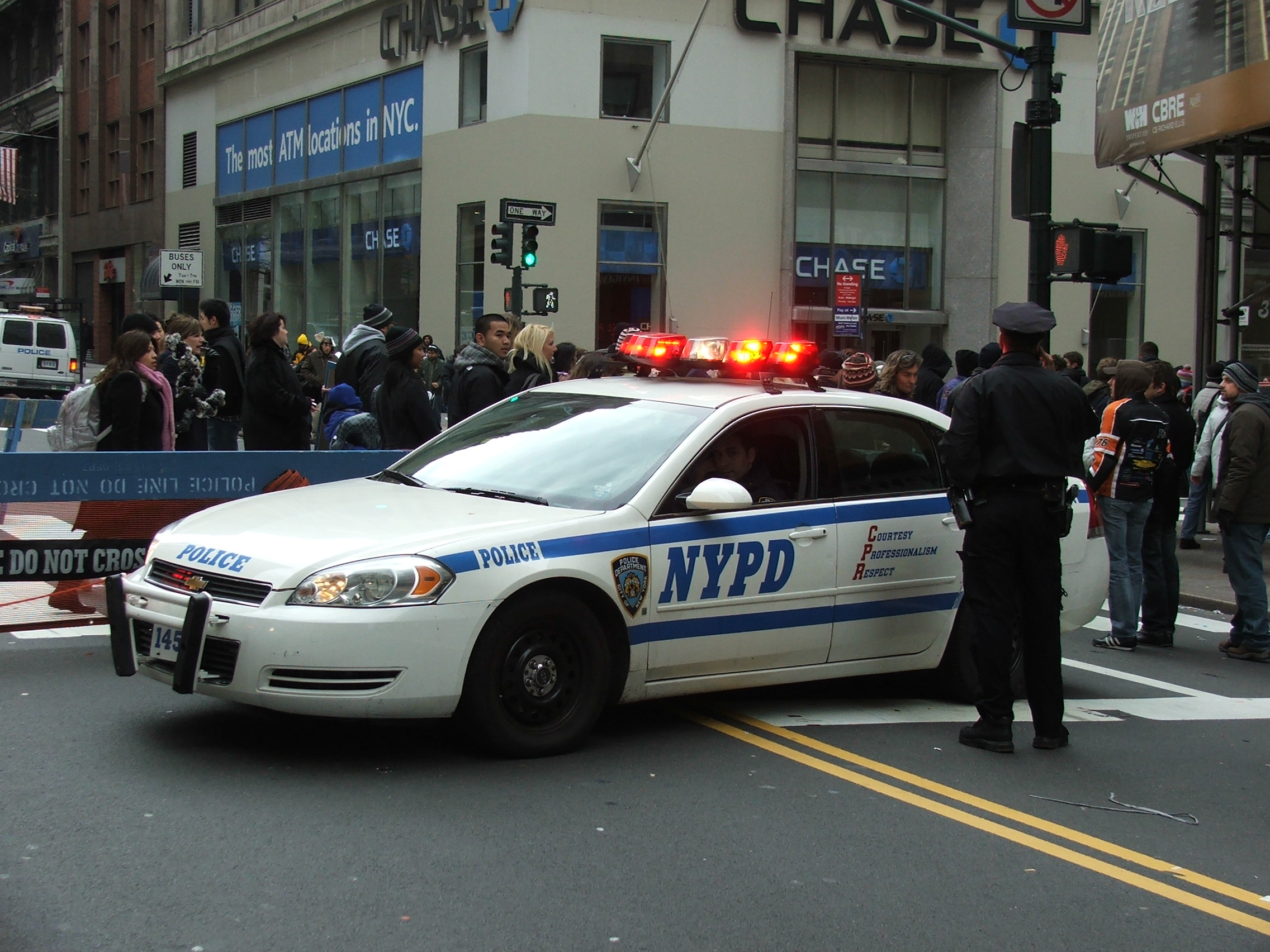
Un vehículo del Departamento de Policía de Nueva York con el acrónimo NYPD en la fuente Rockwell

El Departamento de Policía de la Ciudad de Nueva York (New York City Police Department, más conocido por las siglas NYPD) es la mayor fuerza de policía local de Estados Unidos. Establecida en 1845, la agencia tiene como principales responsabilidades el cumplimiento de la ley y la investigación en los cinco boroughs de la ciudad de Nueva York. El NYPD fue uno de los primeros departamentos de policía en establecerse en Estados Unidos, remontando sus raíces hasta la primera guardia nocturna holandesa de los ocho hombres en 1625, cuando la ciudad de Nueva York era Nueva Ámsterdam.
El NYPD cuenta con una amplia gama de servicios especializados, incluyendo la Unidad de Servicios de Emergencia, unidad canina, patrullaje portuario, apoyo aéreo, desactivación de explosivos, contraterrorismo, inteligencia criminal, antipandillas, anti crimen organizado, narcóticos, transporte público y vivienda pública; la Policía de Tránsito de la Ciudad de Nueva York y el Departamento de Policía de la Autoridad de Vivienda de la Ciudad de Nueva York fueron completamente integrados al NYPD en 1995. De acuerdo al departamento, su misión es "hacer cumplir las leyes, preservar la paz, reducir el miedo, y procurar un ambiente seguro".
En junio de 2004, había cerca de 40.000 oficiales jurados más varios miles de personal de apoyo; en junio de 2005 ese número bajó a 35.000. A diciembre de 2011, había incrementado a poco más de 36.600 con la graduación de una clase de 1500 de la Academia de Policía de la Ciudad de Nueva York. La fuerza uniformada autorizada del NYPD en el momento es de 34.450. También hay aproximadamente 4500 oficiales auxiliares de policía, 5000 agentes de seguridad escolar y 370 supervisores del control de tráfico actualmente empleados por el departamento. La Asociación Benévola de Policías de la Ciudad de Nueva York (Patrolmen's Benevolent Association of the City of New York, NYC PBA), el mayor sindicato policial local de Estados Unidos, representa a más de 50.000 policías activos y retirados.
La División de Inteligencia y Oficina Contraterrorismo, dirigida por un exempleado de la CIA, tiene oficiales residiendo en 11 ciudades extranjeras como Londres, París, Madrid, Tel Aviv, Hamburgo y Toronto. En la década de 1990 el departamento desarrolló un sistema de gestión CompStat, que también ha comenzado a ser usado en otras ciudades.
Políticos, algunos medios de comunicación y sus propios autos de patrullaje utilizan el apodo New York's Finest ("los mejores de Nueva York") para referirse a los miembros del NYPD. La sede del departamento se encuentra en el One Police Plaza, localizado en la calle Park Row en el Bajo Manhattan, frente al Ayuntamiento.
El NYPD tiene muchos recursos de laboratorio y para la investigación de la escena del crimen, así como unidades que asisten con investigaciones sobre crímenes informáticos. El NYPD dirige una red informática para combatir el crimen en tiempo real, que consiste esencialmente en un gran motor de búsqueda y base de datos, operada por detectives para asistir a los oficiales en el campo con sus investigaciones. Un Sistema de Conciencia del Dominio, un proyecto conjunto de Microsoft y el NYPD, conecta miles de cámaras de circuito cerrado de televisión, lectores de matrículas y otros dispositivos de vigilancia en un sistema integrado.
Como consecuencia de su localización de alto perfil en la principal ciudad y centro publicitario de Estados Unidos, versiones ficticias del NYPD y sus oficiales han sido retratadas frecuentemente en novelas, radio, televisión, películas y videojuegos.

## Historia
La Policía Municipal se estableció en 1845, reemplazando a un viejo sistema de serenazgo. En 1857, esta fue a su vez reemplazada for una fuerza Metropolitana, que en 1898 consolidó otros departamentos de policía. Las tendencias del siglo XX incluyeron la profesionalización del servicio y la lucha contra la corrupción.

## Estructura jerárquica
Los siguientes rangos son los generales. La División de Seguridad Escolar, la División de Control del Tráfico, la Sección de Policías Auxiliares y la Academia de Policía tienen sus propias estructuras de rangos y grados pese a ser parte del NYPD y a ser comandados por oficiales de la propia estructura de mando del NYPD.
| Título                                                      | Insignia | Diseño de placa                      | Color de placa                  | Número de placa                             | Uniforme                                                       |
| ----------------------------------------------------------- | -------- | ------------------------------------ | ------------------------------- | ------------------------------------------- | -------------------------------------------------------------- |
| Comisionado                                                 |          | Medallón con águila y estrellas      | Dorada, con estrellas plateadas | No                                          | Camisa blanca, gorro de plato negro, placa dorada en el gorro  |
| Jefe del Departamento                                       |          | Medallón con águila y estrellas      | Dorada, con estrellas plateadas | No                                          | Camisa blanca, gorro de plato negro, placa dorada en el gorro  |
| Jefe de Oficina Cirujano jefe supervisor                    |          | Medallón con águila y estrellas      | Dorada, con estrellas plateadas | No                                          | Camisa blanca, gorro de plato negro, placa dorada en el gorro  |
| Jefe auxiliar Capellán jefe auxiliar Cirujano jefe auxiliar |          | Medallón con águila y estrellas      | Dorada, con estrellas plateadas | No                                          | Camisa blanca, gorro de plato negro, placa dorada en el gorro  |
| Subjefe Capellán subjefe Cirujano de distrito               |          | Medallón con águila y estrellas      | Dorada, con estrellas plateadas | No                                          | Camisa blanca, gorro de plato negro, placa dorada en el gorro  |
| Inspector Capitán Cirujano policial                         |          | Medallón con águila                  | Dorada                          | No                                          | Camisa blanca, gorro de plato negro, placa dorada en el gorro  |
| Subinspector                                                |          | Laureles y corona con hojas de roble | Dorada                          | No                                          | Camisa blanca, gorro de plato negro, placa dorada en el gorro  |
| Capitán                                                     |          | Laureles y corona                    | Dorada                          | No                                          | Camisa blanca, gorro de plato negro, placa dorada en el gorro  |
| Teniente                                                    |          | Medallón                             | Dorada                          | No                                          | Camisa blanca, gorro de plato negro, placa dorada en el gorro  |
| Sargento                                                    | (manga)  | Escudo con águila                    | Dorada                          | Sí                                          | Camisa azul marino, gorro de plato, placa dorada en el gorro   |
| Detective (grados 3º-1º)                                    | Ninguna  | Medallón                             | Dorada                          | Sí, haciendo juego con la placa en el gorro | Camisa azul marino, gorro de plato, placa dorada en el gorro   |
| Oficial de policía                                          | Ninguna  | Escudo                               | Plateada                        | Sí, haciendo juego con la placa en el gorro | Camisa azul marino, gorro de plato, placa plateada en el gorro |
| Oficial de policía de prueba                                | Ninguna  | Escudo                               | Plateada                        | Sí, haciendo juego con la placa en el gorro | Camisa azul marino, gorro de plato, placa plateada en el gorro |
| Oficial recluta                                             | Ninguna  | Escudo                               | Plateada                        | Sí                                          | Gorro tipo bolsa color gris pizarra y negro                    |
| Cadete                                                      | Ninguna  | Ninguno                              | Ninguno                         | Ninguno                                     | Gorro tipo bolsa color gris pizarra y negro                    |

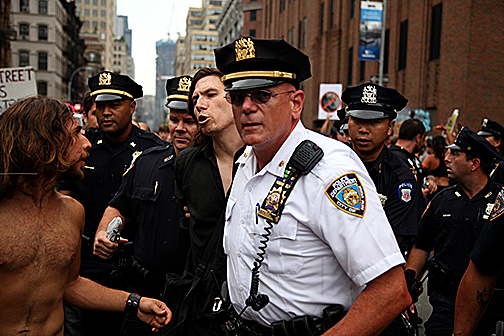
El subinspector del NYPD Anthony Bologna durante los arrestos del "Occupy Wall Street", el 24 de septiembre de 2011.

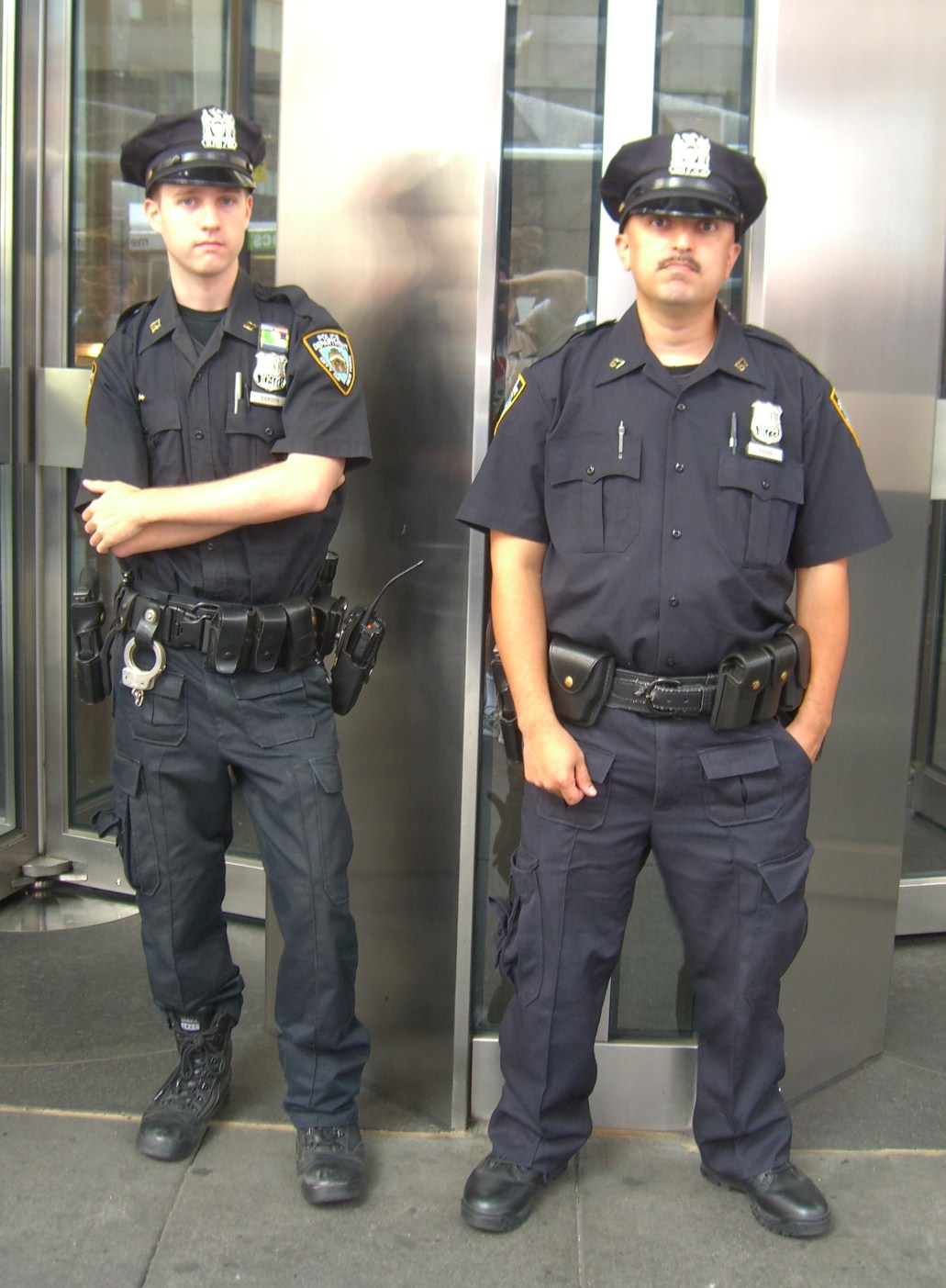
Oficiales de policía del NYPD.

Los oficiales comienzan sirviendo como oficial de policía de prueba, también referido como oficial recluta. Tras finalizar exitosamente los seis meses de entrenamiento y pasar varias pruebas académicas, físicas y tácticas, los oficiales se gradúan de la Academia de Policía. Pese a que oficialmente aún mantienen el título de oficial de policía de prueba, los graduados suelen ser referidos simplemente como oficial de policía, o informalmente "novato", hasta que completan un período de prueba adicional de 18 meses.
Existen tres carreras posibles que pueden seguirse en el NYPD: como supervisor, como investigador y como especialista. La carrera de supervisión incluye 12 títulos jurados. El ascenso a los rangos de sargento, teniente y capitán se realiza a través de exámenes de servicio civil competente. El ascenso a los rangos de subinspector, inspector, subjefe, jefe auxiliar y jefe es otorgado a discreción del comisionado de policía, tras la aprobación de una serie de exámenes de servicio civil. El ascenso desde el rango de oficial de policía al de detective es determinado por el actual contrato laboral policial, con la aprobación del comisionado. La designación con la que se ingresa a detective es de tercer grado o especialista. El comisionado puede dar los grados primero o segundo a su discreción. Estos grados ofrecen una compensación casi equivalente a la de los supervisores. Específicamente, la paga de un detective de segundo grado se corresponde aproximadamente con la de un sargento y la de uno de primer grado se aproxima a la de un teniente. Los detectives son oficiales de policía a los que se les ha dado una posición más relacionada con la investigación pero que no poseen una autoridad oficial como supervisores. Un detective de primer grado sigue bajo órdenes de un sargento o superior. Al igual que los detectives, los sargentos y tenientes pueden recibir aumentos de paga dentro de sus respectivos rangos.
Hay dos tipos básicos de detectives en el NYPD: los detectives investigadores y los detectives especialistas.
Los detectives investigadores son el tipo que la mayor parte de las personas asocian con el término "detective" y son los que más aparecen representados en la televisión y en las películas. La mayor parte de los oficiales de policía obtienen su título de detective trabajando en la División Narcóticos o en la Oficina de Control del Crimen Organizado y luego son trasladados a la Oficina de Detectives. Los detectives asignados a escuadrones se encuentran ubicados dentro de cada precinto y son responsable de investigar asesinatos, violaciones, allanamientos, robos y otros crímenes dentro de los límites de ese precinto. Otros detectives investigadores son asignados a unidades especializadas ya sea en el comando mayor o a nivel de toda la ciudad, investigando grupos terroristas, crimen organizado, narcotráfico, extorsión, crímenes de odio, corrupción política, secuestros, fraudes mayores o hurtos cometidos contra bancos o museos, corrupción policial, fraudes de contratación y otros casos complejos, políticamente sensibles o de alto perfil. También se asigna un grupo de detectives investigadores a cada una de las cinco oficinas de fiscales de distrito. Los incendios provocados son investigados por miembros del Departamento de Bomberos de la Ciudad de Nueva York.
El ascenso desde oficial de policía a detective investigador se basa en la experiencia en investigación. En general, un oficial de policía que es asignado a trabajo de investigación por 18 meses será designado "detective investigador" y recibirá un escudo dorado y un aumento de la paga acorde a dicha designación. Sin embargo, en el pasado reciente, ha habido controversia por el hecho de que el departamento, consciente del presupuesto, obliga a oficiales de policía a trabajar más de los 18 meses sin que reciban el nuevo título.
Los detectives recién nombrados empiezan como detective de tercer grado, con una paga aproximadamente intermedia entre la de oficial de policía y la de sargento. A medida que ganan antigüedad y experiencia, pueden ser "promovidos" a detective de segundo grado, con una paga apenas por debajo de la de los sargentos. Detective de primer grado es una designación de élite para los investigadores con más antigüedad y experiencia del departamento y conlleva una paga ligeramente menor a la de los tenientes. Todos estos ascensos son a discreción del comisionado y pueden ser anulados si se justifica. Y pese a que los detectives antiguos pueden dar direcciones a detectives juveniles en sus propios escuadrones, ni siquiera los detectives más antiguos pueden dar órdenes a los oficiales menores. Todos los grados de detectives aún caen dentro de la "cadena de mando" de los rangos de supervisión, comenzando con sargento hasta jefe del departamento. Los detectives, al igual que los oficiales, son elegibles a tomar exámenes de servicio civil para entrar en los rangos de supervisión.
Pese a que conllevan una alta paga y prestigio, ninguno de estos grados de detective confieren al portador autoridad supervisora alguna. A diferencia de algunas representaciones ficticias, no existe un rango específico de "sargento detective" o "teniente detective". Tenientes y sargentos son asignados como supervisores para dirigir escuadrones, y son responsables de todas las investigaciones.
Existe un pequeño porcentaje de tenientes y sargentos que trabajan como supervisores investigadores (aproximadamente un 10% de sus respectivos rangos), a quienes se les otorgan las designaciones de "sargento—supervisor del escuadrón de detectives" o "teniente—comandante del escuadrón de detectives", asumiendo así una total responsabilidad de mando en el área de investigación, a diferencia de la supervisión en el área operacional. Su paga asciende hasta un punto aproximado entre su rango normal y la paga del siguiente rango más alto y, de forma similar al "grado" de detective, es también un ascenso a discreción. Esta designación de la paga se obtiene por asignación a unidades de investigación, tales como la Oficina de Detectives, la Oficina de Asuntos Internos, la Oficina Antiterrorista, la Oficina de Inteligencia y la Oficina de Control del Crimen Organizado. Los tenientes y sargentos en asignaciones fuera del área de investigación pueden ser designados teniente-asignación especial o sargento-asignación especial, siendo la paga igual a la de sus equivalentes en investigación.
Los "detectives-especialistas" son una designación relativamente nueva y única del NYPD. En la década de 1980, varios detectives mostraron disconformidad con el hecho de que a muchos oficiales se les estaba otorgando el rango de detective para recibir una mayor paga y prestigio, pero no eran asignados a tareas de investigación. Entre los ejemplos se encuentran oficiales asignados como guardaespaldas y choferes del alcalde, el comisionado de policía y otros oficiales con antigüedad.
Para corregir esta situación, se creó el rango detective especialista. En general, estos oficiales se encuentran en unidades especializadas porque poseen una característica única o esotérica que el departamento necesita, como por ejemplo, ser especialista de la escena del crimen, buen tirador, técnico de explosivos, instructor de buceo, instructor de helicóptero, dibujante, etc. Al igual que los detectives investigadores, los detectives especialistas empiezan en el tercer grado y pueden ser ascendidos al estatus de segundo o primer grado.
El departamento es administrado y gobernado por el comisionado de policía, que es nombrado por el alcalde. Técnicamente, el comisionado sirve por un período de 5 años; en la práctica, el comisionado sirve por el tiempo que lo desee el alcalde. El comisionado de turno nombra a varios subcomisionados. El comisionado y dichos subordinados son civiles bajo juramento de servicio y no son miembros uniformados de la fuerza (oficiales de la ley). Sin embargo, un comisionado de policía que surge de los rangos uniformados mantiene ese estatus durante su mandato. Esto tiene ramificaciones para sus pensiones policiales y el hecho de que cualquier comisionado de policía que es considerado un oficial jurado no requiere de permiso para portar un arma de fuego y mantiene las facultades legales de un oficial de policía. Algunos comisionados (como Ray Kelly) llevan un arma de fuego personal, pero también tienen un equipo de seguridad todo el tiempo.
Un subcomisionado de primera puede tener un equipo de seguridad cuando actúa como comisionado o bajo otras circunstancias, con aprobación del comisionado de policía.
Títulos de comisionado:
| Título                    | Insignia |
| ------------------------- | -------- |
| Comisionado de policía    |          |
| Subcomisionado de primera |          |
| Subcomisionado            |          |

Estos individuos son administradores que sustituyen al jefe del departamento y usualmente se especializan en áreas de gran importancia para el departamento, tales como antiterrorismo, operaciones, entrenamiento, información pública, asuntos legales, inteligencia y tecnologías de la información. Pese a su rol, como administradores civiles del departamento, los subcomisionados tienen prohibido tomar control operacional de una situación policial (aunque el comisionado o el subcomisionado de primera pueden tomar el control en estas situaciones).
Dentro de la estructura jerárquica, también hay designaciones, conocidas como "grados", que connotan diferencias en responsabilidades, experiencia y paga. Sin embargo, las funciones de supervisión generalmente se reservan para el rango de sargento en adelante.
En el Departamento de Policía de Nueva York, las placas reciben el nombre de "escudos" (el término tradicional), pese a que no todos los diseños de placas tienen estrictamente forma de escudo. Cada rango tiene un diseño de placa diferente (con excepción del oficial y el oficial de prueba), y con un cambio de rango los oficiales reciben una nueva placa. Los oficiales de policía de bajo rango son identificados por sus números en el escudo y por sus números de registro fiscal. Los tenientes y superiores no tienen números en el escudo y son identificados por sus números de registro fiscal. A todos los miembros jurados del NYPD se les toman fotos para sus carné de identificación contra un fondo rojo. A los miembros civiles del NYPD se les toman fotos para sus carné de identificación contra un fondo azul, lo que significa que no están asignados a portar armas de fuego. Todos los carné de identificación tienen una fecha de vencimiento.